# Can Maspons del Rieral
Can Maspons del Rieral és una masia situada al barri de Sant Cristòfol del municipi de Santa Eulàlia de Ronçana, a la comarca del Vallès Oriental, Catalunya. Aquesta obra està inclosa en l'Inventari del Patrimoni Arquitectònic de Catalunya.

## Descripció
Masia molt modificada degut a moltes ampliacions realitzades al llarg dels anys. Consta de planta baixa i un pis d'alçada. L'habitatge està situada en una de les parets laterals de la casa, la porta i les finestres són força recents. La casa està coberta per teulada a dues vessants a diferents nivells.
Adossada a un costat de la casa hi ha una pallissa, coberta a doble vessant i amb un embigat de fusta.

## Història
La història de la casa aniria lligada amb la de la capella de Sant Cristòfol, situada a uns 200 m de la casa. Sant Cristòfol es coneix com a parròquia de la Baronia de Montbui des del 1123.
En el fogatge de 1497 apareix documentat «Espons», que passarà a anomenar-se Maspons del rieral. En el fogatge de 1553 apareix Joan Maspons de Sant Cristòphol, pagès. En un altre document de 1570 s'esmenta Jaume Maspons de Sant Cristòfol. Des dels seus orígens fins als nostres dies consten com a administradors de la capella.